# 河合村立保中学校
河合村立保中学校（かわいそんりつ　ほちゅうがっこう）は、かつて岐阜県吉城郡河合村（現・飛騨市）に存在した公立中学校。

## 概要
- 吉城郡河合村の西部の中学校であった。保小学校に併設され、保小中学校とも称した。
- 1962年、河合村内の5つの中学校（羽根中・保中・元田中・稲越中・角川中）を統合し、河合中学校の新設により廃校。
- 校舎は保小学校の校舎の一部として使用された。保小学校は校区の大部分とともに下小鳥ダムのダム湖の湖底に沈むことになり、校舎は元田小学校に移築された。

## 沿革
- 1947年（昭和22年）4月1日 - 河合村に河合村立河合中学校〈旧〉が開校。本校は角川小学校の校舎の一部を使用。保小学校に河合中学校保分校を設置。
- 1948年（昭和23年）4月1日 - 河合中学校〈旧〉が廃校。河合中学校保分校は独立し、河合村立保中学校として開校。羽根小学校に併設。
- 1949年（昭和24年）11月 - 中学校校舎が完成。
- 1962年（昭和37年）4月1日 - 河合村内の5つの中学校が統合され、河合村立河合中学校の新設により廃校。名目上の統合であり、保中学校は河合中学校保教室となる。
- 1963年（昭和38年）8月27日 - 保教室を廃止。